# Necropsittacus
Necropsittacus is een uitgestorven geslacht van vogels uit de familie van de Psittaculidae (papegaaien van de Oude Wereld). De wetenschappelijke naam van het geslacht is voor het eerst geldig gepubliceerd in 1873 door Milne-Edwards. De enige soort is:
- † Necropsittacus rodricanus – Rodriguespapegaai